# Geopark Ralsko
Geopark Ralsko tvoří geologicky cenné území o rozloze 294 km² v někdejším vojenském výcvikovém prostoru Ralsko (od r. 2006 město Ralsko) a v okolních partiích krajiny v okrese Česká Lípa v Libereckém kraji. Geopark Ralsko byl zapsán u Krajského soudu v Ústí nad Labem jako obecně prospěšná společnost se sídlem na adrese Kuřívody 701, 471 24 Ralsko dne 13. července 2013.

## Geografická poloha
Geopark se nachází v geomorfologickém celku Ralská pahorkatina. Kromě bývalého území Vojenského výcvikového prostoru Ralsko (250  km², z čehož 171 km² je rozloha města Ralska) zahrnuje též oblasti kolem Břehyňského rybníka a Máchova jezera na severozápadě téměř až k obci Provodín a na jihu katastr města Doksy i s jeho místními částmi Starými Splavy a vesnicí Oborou. Na jihovýchodě se hranice geoparku za Horní Krupou obracejí a kolem zaniklé obce Jabloneček pokračují údolím Zábrdky k severu. Nejsevernější úsek hranice geoparku se dotýká jižního břehu Hamerského rybníka u Hamru na Jezeře.

## Historie
Na území Vojenského výcvikového prostoru Ralsko bývalo vojenské cvičiště již v 18. století. V první polovině 20. století byla oblast poměrně málo osídlena, nacházely se zde obce s převážně německým obyvatelstvem.

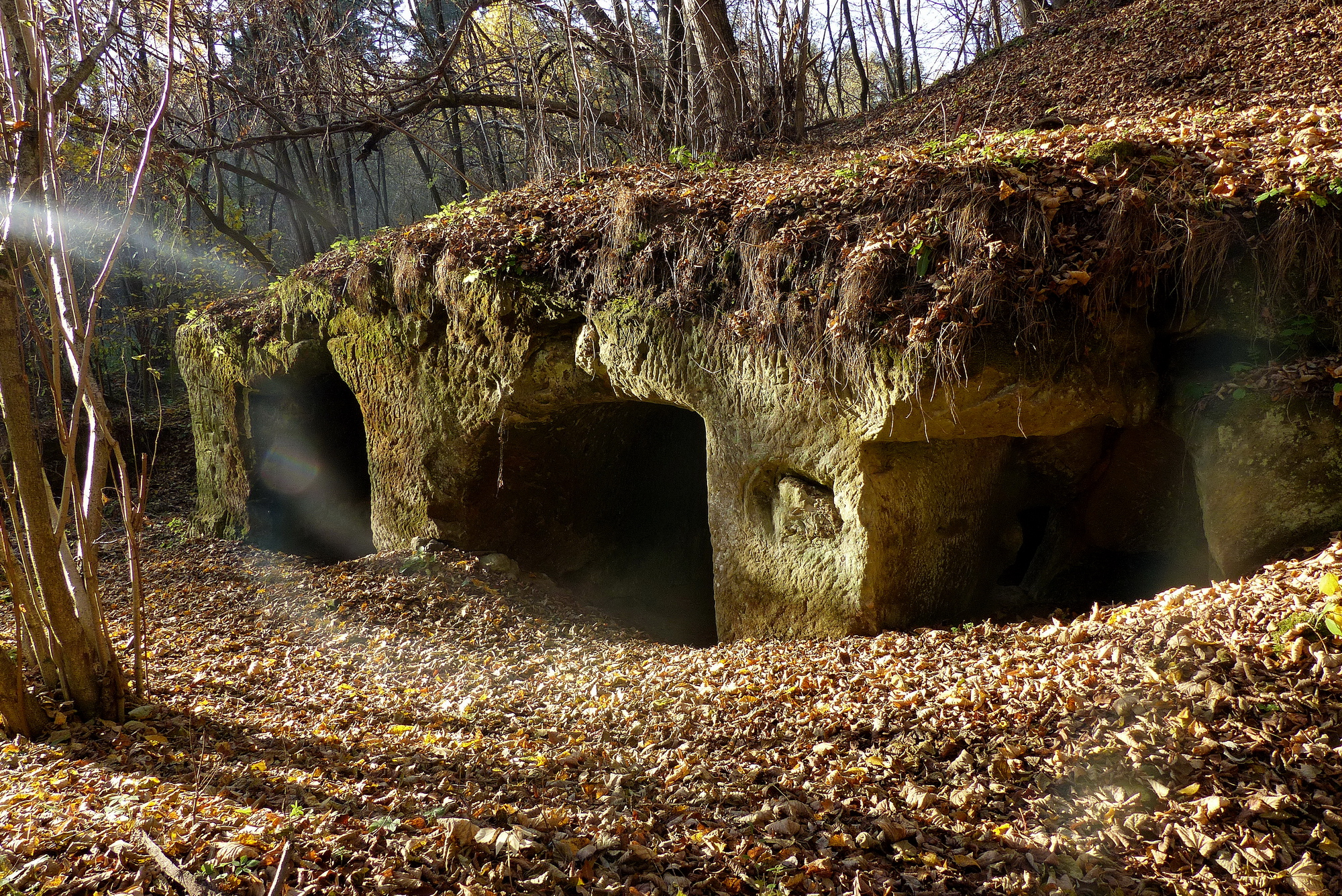
Skalní sklepy v bývalé Horní Krupé

Po záboru Sudet v roce 1938 výcvikový prostor využíval německý Wehrmacht.
Až na sklonku druhé světové války, v dubnu roku 1945 zde bylo vybudováno vojenské letiště. Počátkem roku 1947 bylo německé obyvatelstvo odsunuto, některé vesnice byly zcela zlikvidovány, zbývající byly využity pro potřeby armády. Rozhodnutím československé vlády byl od 1. 7. 1950 dosavadní Vojenský výcvikový tábor Bezděz přeměněn na Vojenský újezd Ralsko. Po okupaci Československa v roce 1968 prostor obsadila Střední skupina sovětských vojsk, jejíž pobyt zde skončil 30. 5. 1991.
Během 45 let od konce druhé světové války v regionu zmizelo 17 obcí i s kostely a hřbitovy, na druhé straně zde vyrostly stavby, sloužící vojenským účelům. Po odchodu vojsk musela být zahájena nezbytná sanace zdejší krajiny, včetně odstraňování munice, chemických látek a zdevastovaných budov. Jedinečné přírodní hodnoty daného území, které bylo dosud prakticky nedostupné, však zůstaly zachovány.

## Zvláště chráněná území
Na území geoparku, které se částečně překrývá s územím Chráněné krajinné oblasti Kokořínsko - Máchův kraj, se nachází řada přírodních rezervací a přírodních památek. Oblast nejvyššího vrcholu geoparku - hory Ralsko (698 m n. m.) - je přírodní rezervací. Na jižním úpatí Ralska je přírodní památka Vranovské skály, dále směrem na jih a jihozápad je součástí geoparku přírodní památka Meandry Ploučnice u Mimoně, přírodní rezervace Hradčanské rybníky a národní přírodní památka Jestřebské slatiny. 

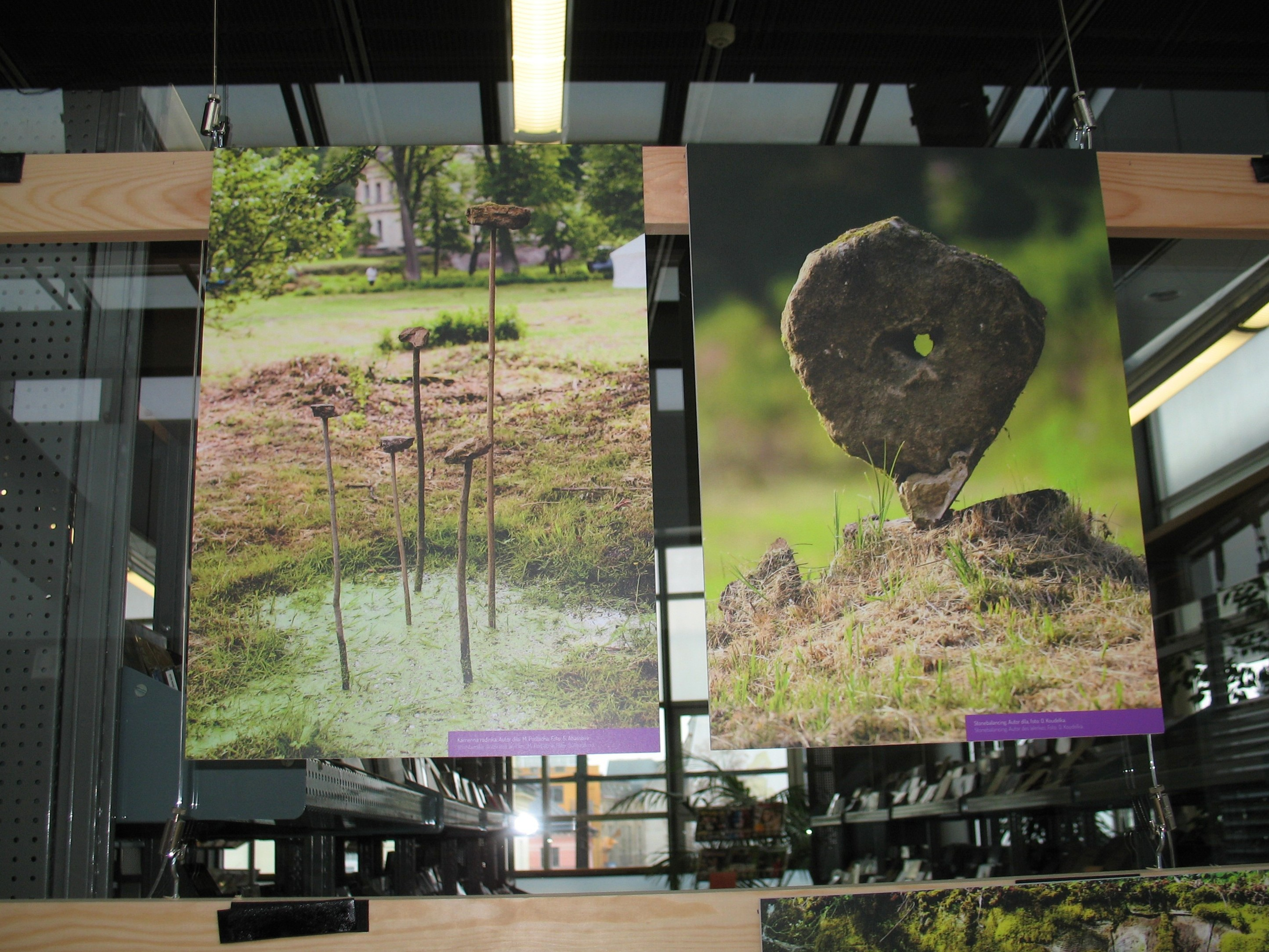
Dokumentace landartového festivalu v Jablonečku na výstavě v Krajské vědecké knihovně v Liberci (2016)

V oblasti Máchova jezera a Břehyňského rybníka u Doks se nachází národní přírodní památka Swamp a národní přírodní rezervace Břehyně - Pecopala. Při jihovýchodní hranici, avšak již mimo území geoparku, leží přírodní památka Velký Radechov. V nejsevernější části geoparku u Hamru na Jezeře se nachází několik zvláště chráněných území. Jsou to přírodní památky Děvín a Ostrý, Rašeliniště Černého rybníka, Široký kámen, Divadlo, Jelení vrchy a Stohánek.

## Poslání
Jedním z hlavních úkolů správy geoparku je monitoring a ochrana místních přírodních, geologických, technických, kulturních, archeologických, historických a dalších památek, především ochrana jedinečného rázu krajiny tohoto regionu.
S tím souvisí i popularizace a prezentace regionu jako atraktivní turistické oblasti a pořádání exkurzí a seminářů pro laickou a odbornou veřejnost, v neposlední řadě pro školní mládež.
Důležitou podmínkou existence a rozvoje geoparku je zapojení místních samospráv a občanů, včetně podpory místní produkce a společenských a kulturních aktivit v dotčených obcích. Jedním z příkladů takového zapojení veřejnosti byla soutěž o návrh loga Geoparku Ralsko, která se uskutečnila v roce 2015. Výsledkem soutěže, do níž se zapojili děti i dospělí z různých míst Libereckého kraje, bylo 120 výtvarných návrhů.

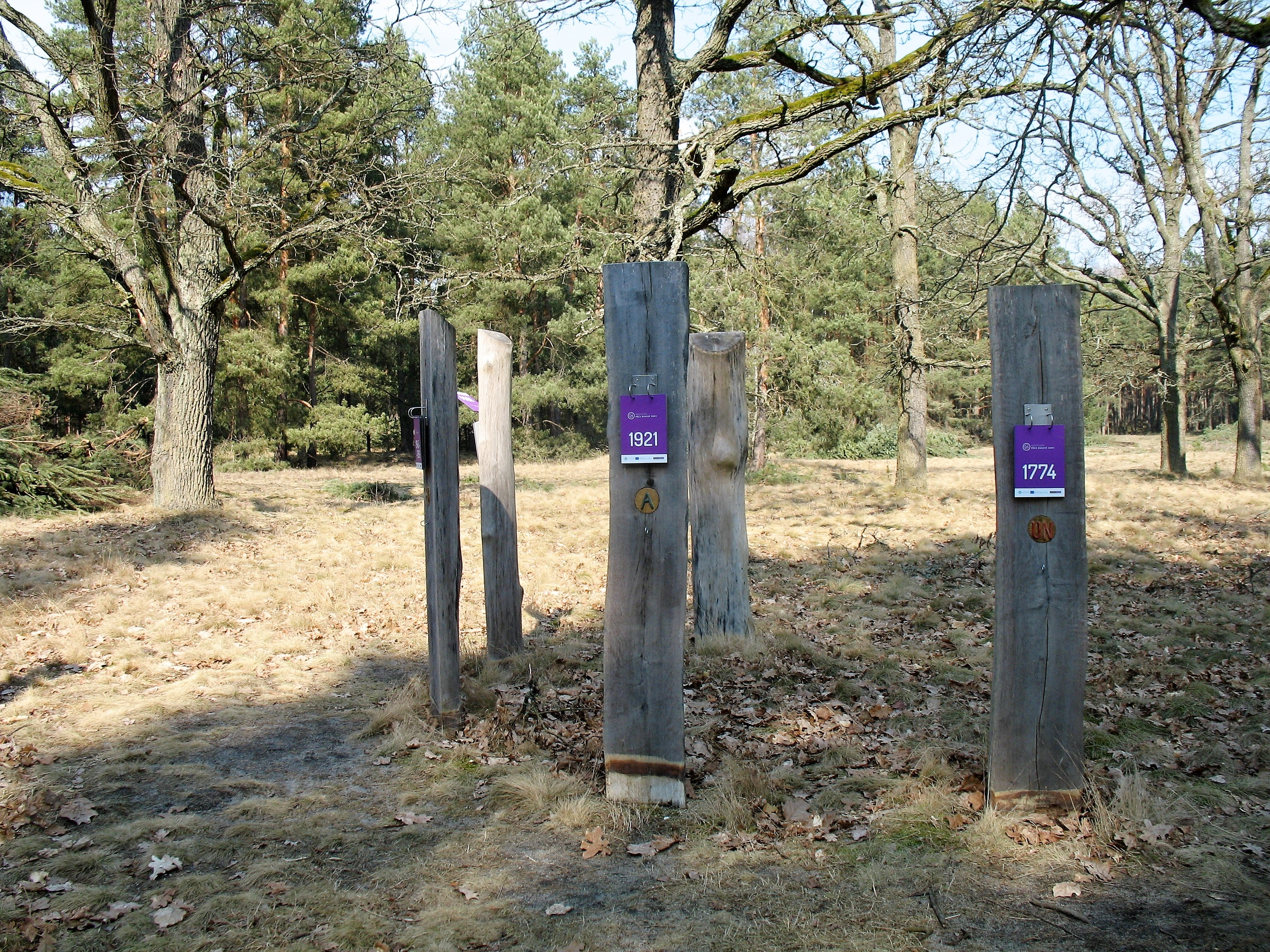
Interaktivní informační panely na území zaniklé vesnice Strážov, jedno ze zastavení místní geostezky

## Národní geopark
Po třech letech práce splnil Geopark Ralsko podmínky pro přiznání titulu "národní geopark". Certifikát, potvrzující přiznání titulu, předal zástupcům geoparku náměstek ministra životního prostředí Vladimír Mana 26. května 2016 u příležitosti konání mezinárodní konference Geoadventures v Doksech. Na tuto konferenci 28. května 2016 navázal festival Proměny, který se uskutečnil na území geoparku v prostoru zaniklé obce Jabloneček, z jejichž někdejších 105 domů zbyly v roce 2016 jen dva. Tento festival měl prostřednictvím land-artu, tvořivých dílen, hudby, divadla a pohoštění symbolicky na jeden den vrátit tomuto místu život.